# PZInż 603
PZInż 603 – samochód ciężarowy zaprojektowany w Państwowych Zakładach Inżynierii w Warszawie.

## Historia
Konstruktorzy z Biura Studiów PZInż zaprojektowali dwutonowy samochód ciężarowy oznaczony symbolem PZInż. 603, zunifikowany w 75% pod względem części i podzespołów z 3,5 tonowa ciężarówką PZInż 703. Nowy pojazd mógł być także produkowany w wersjach specjalnych: sanitarka, elektrownia polowa, transporter reflektorów przeciwlotniczych. Planowano stworzenie dwóch podstawowych wersji: 
- szosowej, szybkiej z sześciocylindrowym silnikiem PZInż 705 o mocy 75 KM (55 kW)
- lżejszej terenowej z silnikiem 4-cylindrowym o mocy 60 KM (44 kW), terenowym reduktorem i pewnymi zmianami w konstrukcji podwozia.

Prace nad realizacją silnika typu 625 jednego z najnowszych projektów PZInż w tej dziedzinie przeciągnęły się nad planowany czas, więc oba prototypy wykonane w 2. połowie 1938 r. wyposażono w silniki PZInż 705.
Silniki obu typów charakteryzowały się nowoczesną konstrukcją. Były to jednostki gaźnikowe w układzie rzędowym z rozrządem górnozaworowym, popychaczowym, chłodzone cieczą w obiegu wymuszonym i jak na owe czasy bardzo lekkie (typ 625 – 50 kg, typ 705 – 330 kg), gdyż ich kadłuby wykonano ze stopu glinowo-krzemowego. Z żeliwa odlano tylko głowice i tuleje cylindrowe. Zastosowanie tulei tego rodzaju i dużych otworów kontrolno-naprawczych w bloku silnika (zamykanych metalowymi pokrywami) powodowało znaczne uproszczenie czynności obsługowych i remontowych. Układy dolotowe i wylotowe silników zrealizowano w sposób tradycyjny. Były to typowe jednokanałowe kolektory i dolnossące gaźniki Solex 40 FAJPZ z olejowymi filtrami powietrza. Benzynę, ze zbiornika o pojemności 75 l umieszczonego pod siedzeniem kierowcy podawała pompa przeponowa napędzana od wałka rozrządu.
Silniki miały ten sam rodzaj filtrów: paliwowy typu osadnikowego i olejowy metalowy, szczelinowy. W instalacji elektrycznej obu jednostek napędowych znajdowała się prądnica 12 V 100 W, rozrusznik o mocy 955 W i akumulatory o pojemności 60 Ah. Niezależnie od modelu pojazdu i rodzaju silnika z jednostką napędową współpracowała skrzynia biegów o 4 przekładniach do jazdy w przód i biegu wstecznym. Trzy wyższe biegi miały przekładnie cichobieżne. Przekładnia tylnego mostu, stożkowa o zębach spiralnych była jednakowa dla wszystkich modeli ciężarówek produkowanych w PZInż.
Na życzenie odbiorcy mechanizm różnicowy wyposażano w samoczynną blokadę ułatwiającą wyjazd z ciężkiego terenu w przypadku różnic prędkości obrotowych kół napędowych. Model 603-W miał ponadto reduktor o przełożeniu szosowym i terenowym przy tylnym moście. Hamulce hydrauliczne wszystkich kół były zrealizowane w nowoczesnym systemie wodzikowym zapewniającym dobry docisk szczęk do bębna podczas hamowania i równomierne zużywanie okładzin. Hamulec pomocniczy, ręczny, mechaniczny działał na bębny kół tylnych. Zawieszenie obu sztywnych osi stanowiły resory piórowe, półeliptyczne, zaopatrzone w hydrauliczne amortyzatory ramieniowe znanej łódzkiej firmy "Roman Klinger". Istotnym elementem nośnym samochodu była rama stalowa, zamknięta z prostymi podłużnicami o profilu ceowym. Podłużnice połączone były za pomocą profilowanych poprzecznic w przedniej części ramy przystosowanych do mocowania wsporników kabiny kierowcy. Kabinę kierowcy zaprojektowano w systemie klasycznym i z silnikiem wbudowanym przed miejscem kierowcy) niezwykle starannie i z uwzględnieniem istotnych zdobyczy technicznych z zakresu ergonomii.
Zastosowano m.in. dwie odrębne wycieraczki dla obu części dzielonej szyby przedniej, wentylację o wysokiej sprawności za pomocą nawiewnika uchylnego: umieszczonego przed przednią szybą i opuszczanych szyb w drzwiach bocznych. Wygodę eksploatacji zapewniło także ogrzewanie z nadmuchem ciepłego powietrza, a także pochylona kolumna kierownicy i tablica rozdzielcza z bogatym zestawem wskaźników, umieszczona naprzeciw miejsca kierowcy. Trzeba też dodać, że kabina wyposażona była w 3-miejscową kanapę, krytą skórą, zamontowaną na metalowym stelażu, w sposób umożliwiający w niewielkim zakresie regulację odległości kanapy od czołowej części nadwozia.

## Dane techniczne
Dane techniczne samochodu PZInż 603 / w nawiasie model PZInż 603 W /
- podwozie - ciężarowe, stalowa kabina kierowcy i drewniana skrzynia ładunkowa, osadzone na ramie
- silnik - gaźnikowy, sześciocylindrowy / czterocylindrowy / czterosuwowy, górnozaworowy typu PZInż 705 / PZInż 625 /,chłodzony cieczą, umieszczony z przodu, napędzał koła tylne.
- średnica cylindra x skok tłoka, pojemność skokowa 95 mm x 110 mm, 4670 cm3 / 100mm x 110 mm, 3450 cm3/
- moc - 75 KM (55 kW) przy 2400 obr./min (60 KM) 44 kW przy 2800 obr./min
- sprzęgło - suche, jednotarczowe
- skrzynia biegów - 4 + wsteczny
- ogumienie 23,0 x 20 /7,5 x 20/ + 2 koła zapasowe
- wymiary zewnętrzne długość x szerokość x wysokość z budą 6140 x 2230 x 2700 mm (5940 x 2200 x 2700 mm)
- powierzchnia ładowni 3120 x 2210 (3170 x 2100)
- rozstaw kół - przednich 1650 mm (1570 mm) tylnych 1700 mm (1563 mm)
- rozstaw osi - 3550 mm (3350 mm)
- prześwit pod obciążeniem - 220 mm (240 mm)
- masa własna - ok. 3400 kg (ok. 3100 kg)
- prędkość max. - 80 km/h (60 km/h)
- zużycie paliwa - 23 l / 100 km (28 l / 100 km)
- obciążenie dopuszczalne - szosa 2500 kg, teren 1600 kg lub 2 + 25 ludzi, oraz przyczepa o masie całkowitej 2000 kg.